# Gino Pancino
Gino Pancino (nascido em 11 de abril de 1943) é um ex-ciclista italiano que competia em provas de ciclismo de estrada e pista. Ele conquistou uma medalha de bronze na perseguição por equipes, prova realizada nos Jogos Olímpicos da Cidade do México 1968.